# Baha' al-din Zouhaïr
 (février 2018).
Baha' al-din Zouhaïr  (بها الدين زهير) (1258-1186) est un poète arabe né à La Mecque ou dans ses environs, connu pour être le meilleur écrivain en prose et le meilleur calligraphe de son temps.
Il entre au service du sultan Malik al-Salih Ayyoub en Mésopotamie et est à ses côtés à Damas jusqu'à ce que le sultan soit trahi et emprisonné. Baha' al-din se retire alors à Naplouse où il demeure jusqu'à ce que al-Salih Ayyoub s'évade et prenne possession de l'Égypte où Baha' al-din Zuhair l'accompagne en 1240. Il y reste secrétaire particulier du sultan jusqu'à sa mort causée par une épidémie en 1258. 
Sa poésie est essentiellement composée de panégyriques et de brillants vers de circonstance, remarquables pour leur élégance. 
Sa vie est rapportée par son contemporain Ibn Khallikan (voir la traduction de William Mac Guckin de Slane dans Biographical Dictionary, vol. i, pp. 542–545).